# Na barykadzie rokędrola
Na barykadzie rokędrola – kompilacja zespołu Big Cyc, wydana w 2009 roku przez Narodowe Centrum Kultury, jako dodatek do książki pod tym samym tytułem. Książka, mająca formę wywiadu-rzeki z członkami zespołu, miała w zamierzeniu rozpocząć serię „Biblioteka Polskiego Rocka”.
Na płycie gościnnie wystąpili Marek Szajda „Maras” (gitara) i Piotr Sztajdel „Gadak” (instrumenty klawiszowe).

## Lista utworów
1. „Berlin Zachodni”
2. „Durna piosenka”
3. „Kapitan Żbik”
4. „Aktywiści”
5. „Polacy”
6. „Oszukani partyzanci”
7. „Nie wierzcie elektrykom”
8. „Ruskie idą”
9. „Wojna plemników”
10. „Polska rodzina”
11. „Pieśń o Solidarności, czyli wszystko gnije”
12. „To dla ciebie, miły bracie”
13. „Gierek forever”
14. „Złoty warkocz”
15. „Atakują klony”
16. „Moherowe berety”
17. „Mówi Bagdad”
18. „Nasz PRL”
19. „Szambo i perfumeria”
20. „Teczka”